# Eddy Jaspers
Eddy Jaspers (15 april 1956) is een voormalig Belgisch voetballer die speelde als verdediger. Hij voetbalde in de Eerste klasse bij KSK Beveren, Racing Jet Waver en Antwerp FC.
Jaspers, opgeleid bij KSV Wildert belandde half de jaren 70 bij KSK Beveren. In zijn eerste twee seizoenen had Eddy geen basisplek, maar vanaf 1976 was hij tien seizoenen lang niet weg te denken uit het elftal. Jaspers behaalde met Beveren grote successen door zowel tweemaal het Belgisch Kampioenschap als de Belgische Beker te winnen. Dit leverde hem drie selecties bij de Belgische Nationale ploeg op.
In 1986 tekende hij voor drie jaar bij Racing Jet Waver, om twee jaar later zes maanden op uitleenbasis te spelen bij Antwerp FC en nadien zes maanden bij het Nederlandse Willem II. Op het einde van zijn carrière speelde hij nog bij enkele Belgische amateurclubs zoals Standaard Wetteren, KSV Wildert en K Putte SK om vervolgens op 39-jarige leeftijd zijn actieve loopbaan als voetballer af te sluiten.

## Erelijst

### KSK Beveren
Landskampioen
0winnaar 0(2): 01978–79, 1983–84
Beker van België
0winnaar 0(2): 01978, 1983
Belgische Supercup
0winnaar 0(2): 01979, 1984